# Liste des sites mégalithiques dans la communauté autonome basque
Cette liste non exhaustive recense les principaux sites mégalithiques dans la communauté autonome basque, en Espagne.

## Cartographie
Localisation des principaux sites mégalithiques dans la communauté autonome basque
| : Complexes mégalithiques · : Alignements, henges, cromlechs · : Dolmens, menhirs, tumulus, cairns · |

## Liste
| Site                                | Type                           | Commune                | Notes | Coordonnées | Image                       |
| ----------------------------------- | ------------------------------ | ---------------------- | --- | --- | --------------------------- |
| Dolmen Beldarrain                   | Dolmen                         | Aia                    | | 43° 14′ 58″ N, 2° 05′ 52″ O |                             |
| Dolmens de Loatzu                   | Dolmen                         | Aia                    | 2 dolmens | 43° 14′ 58″ N, 2° 05′ 25″ O 43° 14′ 54″ N, 2° 05′ 13″ O | Dolmen de Loatzu n°2        |
| Dolmen de Otagain                   | Dolmen                         | Aia                    | | 43° 11′ 57″ N, 2° 09′ 04″ O |                             |
| Tumulus de Itxurain                 | Tumulus                        | Alkiza                 | | 43° 10′ 08″ N, 2° 07′ 47″ O |                             |
| Dolmen de Urritza                   | Dolmen                         | Amezketa               | | 43° 02′ 40″ N, 2° 03′ 13″ O |                             |
| Dolmens de Gurpide                  | Dolmen                         | Anda                   | 2 dolmens | 42° 54′ 33″ N, 2° 53′ 45″ O 42° 54′ 31″ N, 2° 53′ 42″ O | Dolmen de Gurpide sud       |
| Dolmens de San Sebastián            | Dolmen                         | Anda                   | 2 dolmens | 42° 54′ 46″ N, 2° 53′ 46″ O 42° 54′ 39″ N, 2° 53′ 50″ O | Dolmen de San Sebastian sud |
| Dolmen de Belkoain                  | Dolmen                         | Andoain                | | 43° 13′ 17″ N, 2° 02′ 57″ O |                             |
| Dolmen de Pozontarriko              | Dolmen                         | Andoain                | | 43° 13′ 41″ N, 1° 57′ 32″ O |                             |
| Menhir d'Eteneta                    | Menhir                         | Andoain                | | 43° 12′ 00″ N, 1° 57′ 50″ O |                             |
| Menhir d'Usobelartza                | Menhir                         | Andoain                | | 43° 11′ 53″ N, 1° 58′ 44″ O |                             |
| Dolmen de Lakondoa                  | Dolmen                         | Arratzua-Ubarrundia    | autre nom Dolmen Padiburu | 42° 52′ 52″ N, 2° 38′ 15″ O |                             |
| Dolmen de Urkitzako Lepoa           | Dolmen                         | Asparrena              | | 42° 56′ 54″ N, 2° 22′ 26″ O |                             |
| Parc mégalithique de Legaire        | Cromlech Dolmen Menhir Tumulus | Asparrena              | Ciste Arrizen Cromlech Mendiluze Dolmens de Legaire (2) Menhir Arrizen Menhirs Atau (2) Menhirs Baio (2) Menhirs Legaire (3) Menhir Lekunoa Menhir Mendiluze Menhirs Surbe (2) Tumulus Atau Tumulus Lekuona | 42° 50′ 48″ N, 2° 16′ 42″ O 42° 50′ 23″ N, 2° 17′ 12″ O 42° 50′ 22″ N, 2° 16′ 27″ O 42° 50′ 12″ N, 2° 16′ 36″ O 42° 50′ 49″ N, 2° 16′ 42″ O 42° 50′ 45″ N, 2° 18′ 06″ O 42° 50′ 47″ N, 2° 18′ 03″ O 42° 50′ 33″ N, 2° 18′ 05″ O 42° 50′ 31″ N, 2° 18′ 12″ O 42° 50′ 19″ N, 2° 16′ 22″ O 42° 50′ 03″ N, 2° 16′ 22″ O 42° 50′ 31″ N, 2° 17′ 44″ O 42° 50′ 23″ N, 2° 17′ 08″ O 42° 50′ 46″ N, 2° 17′ 27″ O 42° 50′ 41″ N, 2° 17′ 32″ O 42° 50′ 45″ N, 2° 18′ 12″ O 42° 50′ 29″ N, 2° 17′ 33″ O |                             |
| Dolmen de Palankaleku               | Dolmen                         | Asteasu                | | 43° 13′ 09″ N, 2° 06′ 10″ O |                             |
| Dolmen de Zaingo Ordeka             | Dolmen                         | Asteasu                | | 43° 11′ 14″ N, 2° 09′ 04″ O |                             |
| Dolmen de Aitxu                     | Dolmen                         | Ataun                  | | 42° 57′ 36″ N, 2° 12′ 56″ O |                             |
| Dolmen de Intxusburu                | Dolmen                         | Ataun                  | | 42° 56′ 24″ N, 2° 09′ 34″ O |                             |
| Dolmen de Lareo                     | Dolmen                         | Ataun                  | | 42° 58′ 43″ N, 2° 06′ 32″ O |                             |
| Dolmen de Larreluze                 | Dolmen                         | Ataun                  | | 42° 56′ 42″ N, 2° 11′ 18″ O |                             |
| Dolmens Keixetako Egiya             | Dolmen                         | Azkoitia               | 2 dolmens | 43° 10′ 29″ N, 2° 21′ 57″ O 43° 10′ 05″ N, 2° 21′ 50″ O |                             |
| Menhir de Mugarriluze               | Menhir                         | Barrundia / Eskoriatza | | 42° 57′ 50″ N, 2° 30′ 41″ O |                             |
| Dolmen de Larrarte                  | Dolmen                         | Beasain                | | 43° 05′ 12″ N, 2° 12′ 56″ O |                             |
| Tumulus de Trikuaizti               | Tumulus                        | Beasain                | 2 tumulus | 43° 05′ 17″ N, 2° 14′ 25″ O 43° 05′ 18″ N, 2° 14′ 24″ O |                             |
| Dolmen de Aitzpuruko Zabala         | Dolmen                         | Bergara                | | 43° 10′ 27″ N, 2° 22′ 26″ O |                             |
| Dolmen de Azkonazulueta             | Dolmen                         | Bergara                | | 43° 10′ 15″ N, 2° 22′ 32″ O |                             |
| Dolmen de Irukurutzeta              | Dolmen                         | Bergara                | | 43° 10′ 36″ N, 2° 22′ 06″ O |                             |
| Menhir d'Arribirilleta              | Menhir                         | Bergara                | | 43° 10′ 36″ N, 2° 22′ 13″ O |                             |
| Dolmen de Altxista                  | Dolmen                         | Elduain                | | 43° 11′ 11″ N, 1° 57′ 17″ O |                             |
| Dolmen de Otsolepo                  | Dolmen                         | Elduain                | | 43° 11′ 34″ N, 1° 57′ 51″ O |                             |
| Dolmen de Atxolin                   | Dolmen                         | Elgoibar               | | 43° 10′ 57″ N, 2° 23′ 08″ O |                             |
| Dolmen de Olaburu                   | Dolmen                         | Elgoibar               | | 43° 13′ 39″ N, 2° 27′ 22″ O |                             |
| Dolmen d'El Encinal                 | Dolmen                         | Elvillar               | | 42° 34′ 18″ N, 2° 31′ 58″ O |                             |
| Chabola de la Hechicera (es)        | Dolmen                         | Elvillar               | | 42° 34′ 03″ N, 2° 33′ 13″ O |                             |
| Dolmen de Zaingo Bizkarra           | Dolmen                         | Errezil                | | 43° 11′ 21″ N, 2° 09′ 04″ O |                             |
| Tumulus de Belanburu                | Tumulus                        | Errezil                | | 43° 11′ 50″ N, 2° 09′ 44″ O |                             |
| Dolmen Aitzetako Txabala            | Dolmen                         | Errenteria             | | 43° 17′ 30″ N, 1° 55′ 01″ O |                             |
| Dolmens Berrozpin                   | Dolmen                         | Errenteria             | 3 dolmens | 43° 17′ 33″ N, 1° 55′ 06″ O 43° 17′ 32″ N, 1° 55′ 00″ O |                             |
| Menhir Txoritokieta                 | Dolmen                         | Errenteria             | | 43° 17′ 22″ N, 1° 55′ 12″ O |                             |
| Dolmen de Arritxieta                | Dolmen                         | Hernani                | | 43° 15′ 03″ N, 1° 55′ 16″ O |                             |
| Dolmen de Putzuzar                  | Dolmen                         | Hernani                | | 43° 14′ 50″ N, 1° 55′ 38″ O |                             |
| Dolmens de Akolak                   | Dolmen                         | Hernani                | 3 dolmens | 43° 14′ 59″ N, 1° 55′ 21″ O 43° 15′ 03″ N, 1° 55′ 20″ O 43° 14′ 54″ N, 1° 55′ 26″ O |                             |
| Dolmens de Igoin                    | Dolmen                         | Hernani                | 2 dolmens | 43° 15′ 18″ N, 1° 54′ 38″ O 43° 15′ 14″ N, 1° 54′ 47″ O |                             |
| Dolmens de Sagastieta               | Dolmen                         | Hernani                | 3 dolmens | 43° 14′ 51″ N, 1° 55′ 53″ O 43° 14′ 51″ N, 1° 55′ 50″ O 43° 14′ 52″ N, 1° 55′ 51″ O |                             |
| Dolmen de Atxinar                   | Dolmen                         | Hondarribia            | | 43° 21′ 33″ N, 1° 50′ 35″ O |                             |
| Dolmen de Zioso                     | Dolmen                         | Hondarribia            | | 43° 21′ 47″ N, 1° 50′ 02″ O |                             |
| Dolmens de Jaizkibel                | Dolmen                         | Hondarribia            | 2 dolmens | 43° 21′ 27″ N, 1° 50′ 17″ O 43° 21′ 33″ N, 1° 50′ 36″ O |                             |
| Dolmen de Napalatza                 | Dolmen                         | Idiazabal              | | 42° 58′ 07″ N, 2° 13′ 47″ O |                             |
| Dolmen Los Llanos                   | Dolmen                         | Kripan                 | | 42° 35′ 37″ N, 2° 31′ 56″ O |                             |
| Dolmen de l'Alto de la Huesera (es) | Dolmen                         | Laguardia              | | 42° 34′ 10″ N, 2° 33′ 58″ O |                             |
| Dolmen d'El Sotillo                 | Dolmen                         | Laguardia              | | 42° 34′ 25″ N, 2° 37′ 19″ O |                             |
| Dolmen Layatza                      | Dolmen                         | Laguardia              | | 42° 34′ 47″ N, 2° 39′ 10″ O |                             |
| Dolmen San Martin                   | Dolmen                         | Laguardia              | | 42° 33′ 43″ N, 2° 35′ 39″ O |                             |
| Dolmen de la Mina                   | Dolmen                         | Lantarón               | | 42° 44′ 52″ N, 2° 58′ 29″ O |                             |
| Dolmen de Amargungo Zeharra         | Dolmen                         | Lesaka                 | | 43° 15′ 50″ N, 1° 43′ 20″ O |                             |
| Dolmen de Aizkorritxo               | Dolmen                         | Ognate                 | | 42° 58′ 13″ N, 2° 20′ 53″ O |                             |
| Dolmen de Artzanburu                | Dolmen                         | Ognate                 | | 42° 58′ 37″ N, 2° 22′ 05″ O |                             |
| Dolmen de Kalparmuñobarrena         | Dolmen                         | Ognate                 | | 42° 57′ 29″ N, 2° 21′ 05″ O |                             |
| Dolmen de Pagobakoita               | Dolmen                         | Ognate                 | | 42° 57′ 36″ N, 2° 21′ 06″ O |                             |
| Dolmen de Pagomakor                 | Dolmen                         | Ognate                 | | 42° 56′ 40″ N, 2° 20′ 45″ O |                             |
| Dolmen et menhir de Pagaretta       | Menhir                         | Ognate                 | | 42° 56′ 45″ N, 2° 21′ 06″ O 42° 56′ 49″ N, 2° 21′ 09″ O |                             |
| Menhir de Mugarriaundi              | Menhir                         | Ognate                 | | 42° 57′ 31″ N, 2° 26′ 12″ O |                             |
| Menhir de Zorrotzarri               | Menhir                         | Ognate                 | | 42° 57′ 07″ N, 2° 21′ 08″ O |                             |
| Menhir de Kurtzegan                 | Menhir                         | Orozko                 | | 43° 04′ 34″ N, 2° 52′ 03″ O |                             |
| Menhir d'Itaida                     | Menhir                         | Salvatierra-Agurain    | | 42° 48′ 46″ N, 2° 16′ 46″ O |                             |
| Sorginetxe                          | Dolmen                         | Salvatierra-Agurain    | | 42° 49′ 46″ N, 2° 22′ 42″ O |                             |
| Dolmen de Aizkomendi                | Dolmen                         | San Millán-Donemiliaga | | 42° 51′ 48″ N, 2° 20′ 08″ O |                             |
| Dolmens de Landarbaso               | Dolmen                         | San Sebastián          | 7 dolmens | 43° 15′ 26″ N, 1° 54′ 35″ O 43° 15′ 24″ N, 1° 54′ 38″ O 43° 15′ 40″ N, 1° 54′ 17″ O 43° 15′ 41″ N, 1° 54′ 25″ O 43° 15′ 46″ N, 1° 54′ 30″ O 43° 14′ 01″ N, 1° 54′ 30″ O 43° 15′ 50″ N, 1° 54′ 30″ O |                             |
| Dolmen de Aranzadi                  | Dolmen                         | Sierra d'Aralar        | | 43° 00′ 01″ N, 2° 06′ 43″ O |                             |
| Dolmen de Argarbi                   | Dolmen                         | Sierra d'Aralar        | | 42° 59′ 39″ N, 2° 06′ 57″ O |                             |
| Dolmen de Ausokoi                   | Dolmen                         | Sierra d'Aralar        | | 43° 00′ 36″ N, 2° 06′ 38″ O |                             |
| Dolmen de Erremedio                 | Dolmen                         | Sierra d'Aralar        | | 42° 58′ 54″ N, 2° 07′ 51″ O |                             |
| Dolmen de Jentilarri                | Dolmen                         | Sierra d'Aralar        | | 42° 59′ 33″ N, 2° 06′ 28″ O |                             |
| Dolmen de Zearragoena               | Dolmen                         | Sierra d'Aralar        | | 42° 59′ 25″ N, 2° 05′ 34″ O |                             |
| Dolmens d'Igaratza                  | Dolmen                         | Sierra d'Aralar        | 2 dolmens | 42° 59′ 29″ N, 2° 02′ 36″ O 42° 59′ 26″ N, 2° 02′ 35″ O |                             |
| Dolmens de Uelogoena                | Dolmen                         | Sierra d'Aralar        | 2 dolmens | 42° 59′ 35″ N, 2° 05′ 39″ O 42° 59′ 34″ N, 2° 05′ 39″ O |                             |
| Dolmens de Uidui                    | Dolmen                         | Sierra d'Aralar        | 2 dolmens | 42° 59′ 22″ N, 2° 06′ 03″ O 42° 59′ 22″ N, 2° 06′ 11″ O |                             |
| Menhir Atauru Gañe                  | Menhir                         | Sierra d'Aralar        | | 43° 00′ 31″ N, 2° 06′ 39″ O |                             |
| Menhir Irazustako Lepoa             | Menhir                         | Sierra d'Aralar        | | 43° 00′ 11″ N, 2° 04′ 25″ O |                             |
| Menhir Jentillarri                  | Menhir                         | Sierra d'Aralar        | | 42° 59′ 29″ N, 2° 06′ 33″ O |                             |
| Menhir de Naparbidea                | Menhir                         | Sierra d'Aralar        | | 42° 59′ 09″ N, 2° 06′ 33″ O |                             |
| Menhir de Saltarri                  | Menhir                         | Sierra d'Aralar        | | 43° 00′ 30″ N, 2° 05′ 40″ O |                             |
| Menhir Supitaitz                    | Menhir                         | Sierra d'Aralar        | | 42° 59′ 18″ N, 2° 06′ 08″ O |                             |
| Menhirs de Igaratza                 | Menhir                         | Sierra d'Aralar        | | 42° 59′ 22″ N, 2° 02′ 22″ O 42° 59′ 24″ N, 2° 02′ 34″ O |                             |
| Dolmen de Gizaburuaga               | Dolmen                         | Soraluze               | | 43° 11′ 10″ N, 2° 23′ 43″ O |                             |
| Dolmen de Iruiya                    | Dolmen                         | Soraluze               | | 43° 11′ 05″ N, 2° 23′ 34″ O |                             |
| Dolmen de Sabua                     | Dolmen                         | Soraluze               | | 43° 11′ 01″ N, 2° 23′ 16″ O |                             |
| Dolmen de Arkutxa                   | Dolmen                         | Usurbil                | | 43° 15′ 04″ N, 2° 02′ 35″ O |                             |
| Dolmen de Karramiolotz              | Dolmen                         | Usurbil                | | 43° 14′ 54″ N, 2° 03′ 30″ O |                             |
| Dolmen de Olaiko                    | Dolmen                         | Usurbil                | | 43° 15′ 08″ N, 2° 02′ 53″ O |                             |
| Dolmen Txangosta                    | Dolmen                         | Usurbil                | | 43° 15′ 17″ N, 2° 04′ 45″ O |                             |
| Site mégalithique d'Andatza (de)    | Site mégalithique              | Usurbil                | 2 dolmens, 1 ciste mégalithique | 43° 14′ 43″ N, 2° 04′ 26″ O 43° 14′ 49″ N, 2° 04′ 11″ O 43° 14′ 43″ N, 2° 04′ 26″ O |                             |
| Menhir d'El Gustal (de)             | Menhir                         | Valdegovía             | | 42° 54′ 09″ N, 3° 14′ 38″ O |                             |
| Dolmens de Oindolar                 | Dolmen                         | Villabona              | 4 dolmens | 43° 11′ 22″ N, 2° 01′ 01″ O 43° 11′ 24″ N, 2° 01′ 02″ O 43° 11′ 22″ N, 2° 01′ 01″ O 43° 11′ 27″ N, 2° 00′ 53″ O |                             |
| Dolmen Zarateko Benta               | Dolmen                         | Zizurkil               | | 43° 13′ 41″ N, 2° 04′ 45″ O |                             |
| Menhir d'Arlobi (en)                | Menhir                         | Zuia                   | | 43° 01′ 54″ N, 2° 49′ 43″ O |                             |